# Larca cavicola
Espèce
Synonymes
- Archeolarca cavicola Muchmore, 1981

Larca cavicola est une espèce de pseudoscorpions de la famille des Larcidae.

## Distribution
Cette espèce est endémique d'Arizona aux États-Unis. Elle se rencontre dans le comté de Coconino dans la grotte Cave of the Domes et dans le comté de Mohave dans deux grottes du monument national Grand Canyon-Parashant.

## Description
La femelle holotype mesure 3,03 mm.
Les mâles mesurent de 2,14 à 2,42 mm et les femelles de 2,72 à 2,85 mm.

## Systématique et taxinomie
Cette espèce a été décrite sous le protonyme Archeolarca cavicola par Muchmore en 1981. Elle est placée dans le genre Larca par Harvey et Wynne en 2014.

## Publication originale
- Muchmore, 1981 : Cavernicolous species of Larca, Archeolarca, and Pseudogarypus with notes on the genera, (Pseudoscorpionida, Garypidae and Pseudogarypidae). Journal of Arachnology, vol. 9, no 1, p. 47-60 (texte intégral).